# 相 (佛教)
相（巴利語：lakkhaṇa），佛教術語，字面意思為外形、形象、特徵與屬性等，源自古印度哲學，指能表現於外，由心識觀察描寫的各種特徵。其意義接近於古希臘哲學中的現象。

## 字義
梵語：，與其同義字，意指事物的外顯特徵。在梵文與巴利文中，相可以用來指人的長相與外形，例如佛三十二相；可以用來指占卜時觀察到的某些跡象，如吉相與凶相。在佛教中，「相」是法自身所具備的，能被六根與六識所認識的特性。
用這個名詞可以形成其他的複合名詞，如空相（śūnyatā-lakṣaṇā）、自相與共相。
對於外界，經由心的作用（想）而取得相。心所取的影像，又稱禪相。無相（animitta）是指心中不取一切相、面對境界心中不浮現對應的相，因此「無相心三昧」是觀色、聲、香、味、觸、法相滅盡，不念一切相，而成就的定境。